# Tony Mårtensson
Tony Hans Mårtensson, född 23 juni 1980 i Märsta, är en svensk före detta professionell ishockeyspelare. Han startade sin karriär i RA73 innan han flyttade för spel i Elitserien med Brynäs IF. Efter att ha draftats av Mighty Ducks of Anaheim 2001 spelade han under två säsonger i Nordamerika. Han tillbringade större delen av dessa två säsonger med farmarlaget Cincinnati Mighty Ducks i AHL, och gjorde NHL-debut i december 2003. Därefter återvände han till Sverige och spelade för Linköping HC mellan 2004/05 och 2009/10. Under denna period var han med och tog två SM-silver med klubben. 2007/08 vann han såväl poängligan i Elitserien som Guldhjälmen – som tilldelas Svenska hockeyligans mest värdefulla ishockeyspelare varje år.
Inför säsongen 2008/09 blev Mårtensson utlånad i tio månader till den ryska klubben Ak Bars Kazan i KHL där han vann Gagarin Cup. Efter att ha tillbringat den efterföljande säsongen med Linköping i Elitserien, spelade Mårtensson i SKA Sankt Petersburg mellan 2010 och 2015. Han vann Gagarin Cup för andra gången under sin sista säsong med laget. Därefter spelade han under två säsonger i Nationalliga A med HC Lugano, innan han inför säsongen 2017/18 återvände till Linköping HC. De sista två säsongerna spelade han för Almtuna IS i Hockeyallsvenskan.
Mårtensson gjorde A-landslagsdebut i november 2004 och har spelat över 100 landskamper. 2006 vann han VM-guld i Lettland. Han har också två VM-brons och har totalt spelat fem VM-turneringar.
Mårtensson är gift med travtränaren och travexperten Sandra, född Svensson.

## Karriär

### Klubblagskarriär

#### 1996–2004: Början av karriären, AHL och NHL
Mårtensson påbörjade sin ishockeykarriär med moderklubben RA73, med vilka han spelade fram till och med säsongen 1999/00. Han gjorde seniordebut i laget då han spelade en match för klubben under säsongen 1996/97 i Division I. Han gjorde sin sista, och poängmässigt bästa, säsong med klubben 1999/00 då han slutade på andra plats i lagets interna poängliga med 49 poäng på 44 matcher (21 mål, 28 assist). Under denna säsong noterades han för ett hat trick den 26 september 1999 då RA73 besegrades av Södertälje SK med 6–4.
Inför säsongen 2000/01 skrev Mårtensson på för Brynäs IF i Elitserien. Mårtensson gjorde debut i Elitserien den 21 september 2000 och gjorde sina två första Elitseriemål i den andra omgången, den 23 september samma år, i en 5–0-seger mot Timrå IK. Under sin debutsäsong i Elitserien noterades han för 26 poäng på 50 grundseriematcher, fördelat på 15 mål och 11 assist. I SM-slutspelet noterades han för en assistpoäng på fyra matcher då Brynäs slogs ut av Malmö IF med 4–0 i kvartsfinalserien. Under sommaren 2001 valdes Mårtensson i NHL-draften i den sjunde rundan som nummer 224 totalt av Mighty Ducks of Anaheim. Mårtensson spelade sedan ytterligare en säsong med Brynäs, där han tangerade sin poängskörd från föregående säsong. På 50 matcher stod han för 9 mål och 17 assistpoäng. Likt föregående säsong slogs Brynäs omgående ut i SM-slutspelet med 4–0 i matcher, denna gång av Färjestad BK. Mårtensson noterades för ett mål och tre assistpoäng på dessa fyra matcher.
I juli 2002 skrev Mårtensson ett tvåårsavtal med Mighty Ducks i NHL. Säsongen 2002/03 tillbringade han dock med klubbens farmarlag Cincinnati Mighty Ducks i AHL, då han misslyckats med att ta en plats i NHL. Han gjorde debut i AHL den 12 oktober 2002 och gjorde samtidigt sitt första mål i ligan, på Frédéric Cassivi, i en 4–7-förlust mot Chicago Wolves. Laget misslyckades att ta sig till Calder Cup-slutspelet och på 79 grundseriematcher noterades Mårtensson för 53 poäng (17 mål, 36 assist) och vann lagets interna poäng- och assistliga. Den efterföljande säsongen inledde Mårtensson med Cincinnati, men fick även chansen med Ducks i NHL. Den 2 december 2003 gjorde han NHL-debut och dagen därpå gjorde han sitt första NHL-mål, mot Manny Legace, då Ducks föll mot Detroit Red Wings med 2–7. Totalt spelade Mårtensson sex NHL-matcher och noterades för två poäng (ett mål, en assist). För andra säsongen i följd vann han också Cincinnatis interna poängliga med 50 poäng på 67 matcher. Dessutom vann han lagets interna assistliga (34) och hade bäst plus/minus-statistik i laget (11). I slutspelet slogs laget ut av Milwaukee Admirals med 4–3 i matcher i åttondelsfinal. Mårtensson stod för 13 poäng på nio matcher och var lagets poängmässigt bästa spelare.

#### 2004–2010: Linköping HC och Gagarin Cup

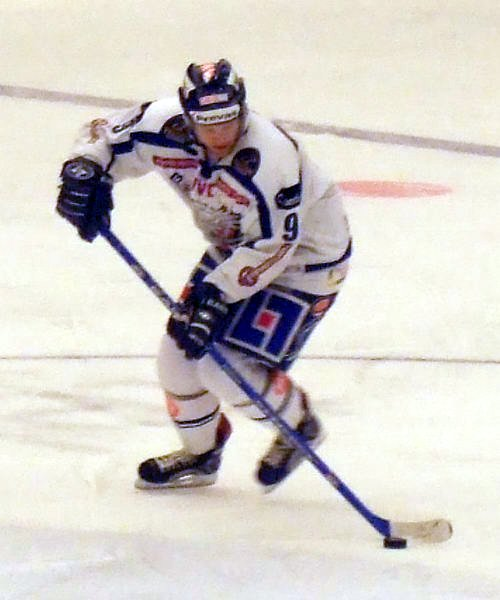
Mårtensson med Linköping HC.

I maj 2004 skrev Mårtensson på ett tvåårskontrakt med Linköping HC. Han utsågs till en av lagets assisterande lagkaptener och noterades för 34 poäng i sin debutsäsong i Linköping, fördelat på 13 mål och 21 assist på 50 grundseriematcher. Den 1 mars 2005 förlängde han kontraktet med klubben med ytterligare två säsonger. I SM-slutspelet slogs Linköping omgående ut av Södertälje SK med 4–2 i matcher.
Under sin andra säsong i Linköping noterades Mårtensson för sitt första hat trick i Elitserien. Den 20 december 2005 stod han för fem poäng i en 3–6-seger mot Södertälje SK (tre mål, två assist). Den 23 januari 2006 gjorde han ytterligare ett hat trick då Färjestad BK besegrades med 5–3. Linköping slutade på tredje plats i grundserietabellen och Mårtensson slutade på femte plats i den totala poängligan. Han vann lagets interna poängliga och stod för 46 poäng på 49 matcher (16 mål, 30 assist). I SM-slutspelet slog Linköping ut Luleå HF med 4–2 i matcher innan man själva slogs ut av Frölunda HC i semifinalserien med 4–3. På 13 slutspelsmatcher noterades Mårtensson för två mål och sex assistpoäng.
Säsongen 2006/07 noterade Mårtensson sin dittills poängbästa säsong i Elitserien med 54 poäng på 55 grundseriematcher (18 mål, 36 assist), vilket gav honom en femteplats i den totala poängligan. För andra året i följd vann han också Linköpings interna poängliga. Efter att ha slagit ut Luleå HF och Färjestad BK i kvarts-, respektive semifinal, var Linköping klara för sin första SM-finalserie någonsin. I matchserien mot Modo hade laget en 2–1-ledning, men förlorade sedan tre matcher i följd och tilldelades således ett SM-silver. På 15 slutspelsmatcher stod Mårtensson för elva poäng (två mål, nio assist). Under sommaren 2007, den 6 juni, förnyade Mårtensson sitt avtal med Linköping med ett nytt treårsavtal.
Säsongen 2007/08 vann han hela grundseriens poängliga i Elitserien. För fjärde året i följd förbättrade han sin poängnotering i serien och stod för 67 poäng på 55 matcher (17 mål, 50 assist). Med denna notering vann han också assistligan, dessutom blev han under säsongen uttagen att spela i Elitseriens All Star-match. Vid grundseriens slut vann Mårtensson Guldhjälmen, som tilldelas ligans mest värdefulla spelare – framröstat av spelarna. I SM-slutspelet slog Linköping ut Djurgårdens IF och Färjestad BK med (båda med 4–1 i matcher) i kvarts-, respektive semifinal. För andra säsongen i följd förlorade laget SM-finalen, denna gång mot HV71 med 4–2 i matcher. Mårtensson var Linköpings poängmässigt bästa spelare även under slutspelet då han på 16 matcher noterades för 18 poäng (3 mål, 15 assist).
I april 2008 skrev Mårtensson ett fyraårskontrakt med Linköping, men lånades under den stundande säsongen ut till Ak Bars Kazan i KHL. Den 5 september 2008 gjorde han debut i KHL och noterades för tre assistpoäng då Chimik Voskresensk besegrades med 4–0. Senare samma månad, den 15 september, gjorde Mårtensson sitt första KHL-mål, på Vasilij Kosjetjkin, då han öppnade målskyttet i en 3–2-förlust mot HK Lada Toljatti. Mårtensson var under säsongen en av lagets främsta poängplockare och slutade på tredje plats i lagets interna poängliga. På 55 grundseriematcher stod han för 47 poäng (12 mål, 35 assist). I Gagarin Cup-slutspelet lyckades Ak Bars Kazan ta sig till finalspel sedan man slagit ut Barys Astana, Avangard Omsk och HK Dynamo Moskva. Finalserien avgjordes i den sjunde matchen till Kazans fördel. Mårtensson slutade på tredje plats i slutspelets totala poängliga med 16 poäng på 21 matcher (sju mål, nio assist). Under säsongens gång spelade Mårtensson också i KHL:s All Star-match.
Då låneavtalet med Ak Bars Kazan tagit slut återvände Mårtensson till Linköping inför säsongen 2009/10. Han gjorde sin nästa bästa säsong i SHL poängmässigt då han på 55 grundseriematcher noterades för 63 poäng och slutade tvåa i den totala poängligan. Denna notering gjorde att han för fjärde gången vann Linköpings interna poängliga. Mårtensson blev också för andra och sista gången uttagen att spela Elitseriens All Star-match. I SM-slutspelet slog Linköping ut Frölunda HC i kvartsfinal sedan man vänt ett 1–3-underläge till seger med 4–3 i matcher. I semifinalserien föll man dock mot Djurgårdens IF med 4–1 i matcher. På tolv slutspelsmatcher noterades Johansson för tolv poäng varav fem mål och sju assistpoäng, vilket gav honom en andraplats i lagets interna poängliga. 

#### 2010–2015: SKA Sankt Petersburg

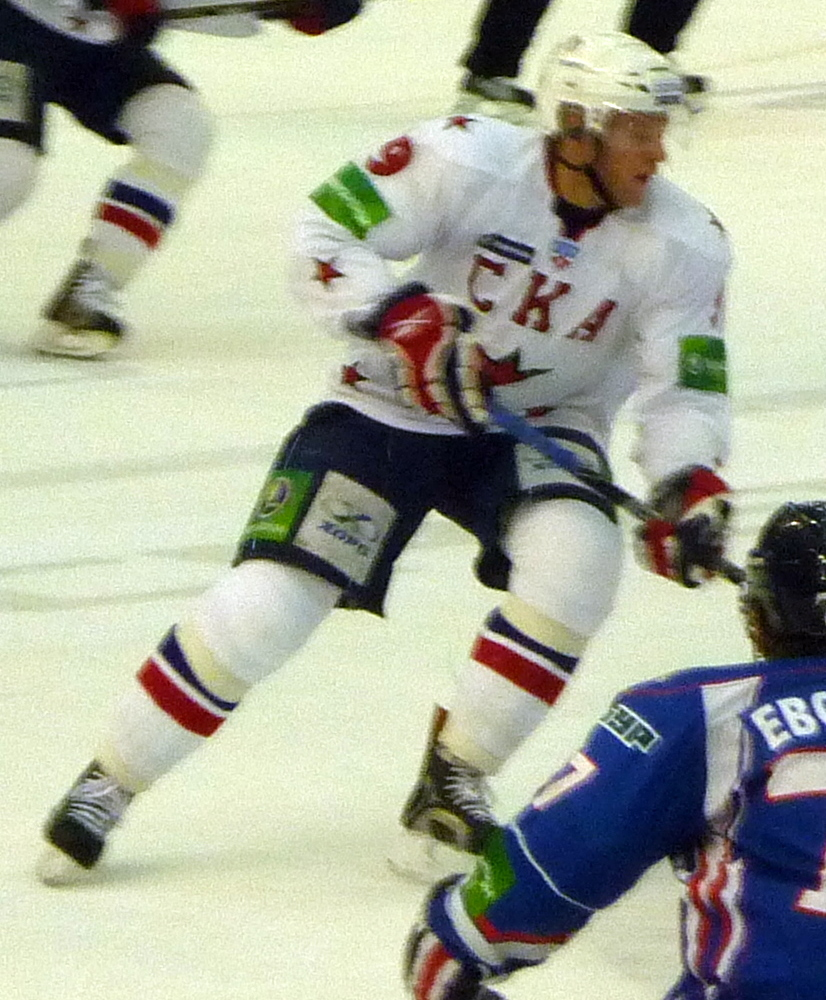
Mårtensson med SKA Sankt Petersburg 2010.

I början av 2010 rapporterades det att Mårtensson återigen skulle komma att lånas ut till KHL av Linköping – denna gång till HK Dynamo Moskva. I april samma år sade klubben upp utlåningskontrakten på grund av ekonomiska problem. Bara dagar senare stod det klart att Mårtensson istället lånats ut till SKA Sankt Petersburg. Mårtenssons poängproduktion minskade under den efterföljande säsongen. På 54 grundseriematcher stod han för 33 poäng (10 mål, 23 assist). I slutspelet slogs laget ut i kvartsfinal av Atlant Mytisjtji med 4–3 i matcher.
Säsongen 2011/12 blev Mårtensson tvåa i KHL:s totala poängliga med 61 poäng på 54 matcher (23 mål, 38 assist) – två poäng bakom segraren Aleksandr Radulov. Dessutom hade Mårtensson bäst plus/minus-statistik i hela serien (35) och tilldelades efter säsongen slut KHL:s "Gentleman Award". I slutspelet tog sig laget till semifinal sedan man slagit ut HK CSKA Moskva och Atlant Mytisjtji. I semifinalserien föll man mot HK Dynamo Moskva med 4–0 i matcher. För andra gången i karriären blev han uttagen att spela i KHL:s All Star-match. Linköping HC hade kontrakt med Mårtensson fram till 2015, men i april 2012 köpte Mårtensson sig ur sitt kontrakt med klubben och skrev istället ett treårsavtal med SKA Sankt Petersburg.
Under Mårtenssons tredje säsong med Sankt Petersburg slutade han tvåa i lagets interna poängliga med 43 poäng på 52 grundseriematcher (20 mål, 23 assist). För andra säsongen i följd slogs laget ut i semifinal i Gagarin Cup. Mårtensson var lagets näst bästa poängplockare i slutspelet. På 15 matcher stod han för 17 poäng (sju mål, tio assist). Även denna säsong blev Mårtensson uttagen att spela i KHL:s All Star-match – för tredje och sista gången. Efter att ha haft en svit på 228 matcher i rad i KHL skadades Mårtensson under sin femte säsong i ligan, i november 2013. Han ådrog sig en höftskada under en match mot Atlant Mytisjtji och gjorde comeback den 25 december samma år. Poängmässigt kom säsongen att bli Mårtensson sämsta i KHL. På 44 matcher noterades han för 23 poäng (8 mål, 15 assist). I slutspelet slogs laget ut i kvartsfinal av Lokomotiv Jaroslavl.
Säsongen 2014/15 kom att bli Mårtenssons sista med SKA Sankt Petersburg. Laget slutade på andra plats i grundserien och Mårtensson stod för 32 poäng på 56 matcher. I Gagarin Cup slog klubben i tur och ordning ut Torpedo Nizjnij Novgorod (4–1), HK Dinamo Minsk (4–1) och CSKA Moskva (4–3). I finalserien ställdes man mot Mårtenssons förra KHL-lag Ak Bars Kazan. Petersburg vann serien med 4–1 i matcher och tog sin första KHL-titel, medan Mårtensson fick sin andra ligatitel i Ryssland.

#### 2015–2020: NLA och återkomst till Sverige
I början av maj 2015 meddelades det att Mårtensson lämnat KHL och istället skrivit på ett tvåårskontrakt med HC Lugano i den schweiziska ligan. Inför sin första säsong i klubben utsågs han till en av lagets assisterande kaptener. Mårtensson spelade sin första match i NLA den 11 september 2015 och gjorde sitt första mål i serien den 11 oktober samma år, på Niklas Schlegel, i en 2–3-förlust mot ZSC Lions. Mårtensson kom trea i lagets interna poängliga med 35 poäng på 42 matcher (11 mål, 24 assist). I slutspelet tog sig Lugano till final efter att ha slagit ut EV Zug och Genève-Servette Hockey Club i kvartsfinal respektive semifinal. I finalserien föll dock laget mot SC Bern med 1–4 i matcher. Mårtensson vann slutspelets skytteliga och slutade trea i den totala poängligan efter att ha noterats för 14 poäng på 15 matcher (8 mål, 6 assist). Säsongen 2016/17 kom att bli Mårtenssons sista i NLA. På 47 matcher stod han för 33 poäng (13 mål, 20 assist). I slutspelet gick han poänglös och Lugano slogs åter ut av SC Bern, denna gång i semifinalserien.
Den 13 april 2017 bekräftades det att Mårtensson återvänt till Linköping HC, då han skrivit ett ettårsavtal med laget. I början av mars 2018 meddelade Mårtensson att han skulle komma att lämna laget efter säsongens slut. På 48 grundseriematcher noterades han för 13 poäng (två mål, elva assist), Mårtenssons poängmässigt sämsta säsong i SHL någonsin. Linköping slogs ut av Djurgårdens IF i kvartsfinalserien med 4–1 i matcher.
Den 4 juli 2018 meddelade Almtuna IS i Hockeyallsvenskan att man skrivit ett ettårsavtal med Mårtensson. Mårtensson utsågs till en av lagets assisterande kaptener och vann sedan Almtunas interna poängliga i grundserien i överlägsen stil. Mårtensson hade ett snitt på en poäng per match och noterades för 21 mål och 31 assistpoäng på 52 matcher, vilket gav honom en tredjeplats i den totala poängligan. Almtuna slutade dock näst sist i Hockeyallsvenskans grundserietabell och degraderades kort därefter då man slutat på tredje plats i Kvalserien. Mårtensson vann Kvalseriens poängliga med 17 poäng på 10 matcher (3 mål, 14 assist). Den 31 maj 2019 stod det klart att Almtuna trots allt tagit en plats i Hockeyallsvenskan då IK Pantern tvångsdegraderats från serien. Två dagar senare meddelades det att Mårtensson förlängt sitt avtal med klubben med ytterligare en säsong. Säsongen kom att bli hans sista som professionell ishockeyspelare. För andra säsongen i följd vann han lagets poängliga och noterades för 42 poäng på 51 grundseriematcher (10 mål, 32 assist).

### Landslagskarriär
Mårtensson var med i den trupp som tog guld under JEM:s sista upplaga. Två år senare blev han uttagen till JVM när det avgjordes i Sverige 2000. Sverige föll i kvartsfinal mot USA med 1–5 och Mårtensson noterades för sex poäng på sju matcher (två mål, fyra assist). Den 11 november 2004 debuterade Mårtensson i Tre Kronor under Karjala Cup. Den 26 april 2006 gjorde han sitt första mål i en A-landskamp – mot Milan Hnilička när Sverige besegrade Tjeckien med 3–0 i LG Hockey Games 2006.
2006 spelade Mårtensson sin första VM-turnering, i Lettland. Sverige gick obesegrat genom första gruppspelsrundan och tog sig sedan vidare till slutspel. Väl där slog man i kvartsfinal ut USA (6–0) och Kanada i semifinal (5–4). I final ställdes man mot Tjeckien och vann matchen med 4–0. Mårtensson spelade samtliga nio matcher och noterades för ett mål och en assist. Året därpå var Mårtensson åter uttagen till VM då det avgjordes i Ryssland. Efter att ha tagit sig förbi båda gruppspelsrundorna gjorde Mårtensson ett hat trick när Sverige slog ut Slovakien med 7–4 i kvartsfinal. Sverige förlorade därefter dock både i semifinalen, mot Kanada (1–4), och i bronsmatchen mot Ryssland (1–3). Mårtensson var poängmässigt sett näst bäste svensk då han stod för elva poäng på nio matcher (fyra mål, sju assist).
2008 blev Mårtensson för tredje året i rad uttagen till VM – denna gång i Kanada. Likt föregående mästerskap föll Tre Kronor både i semifinalen och i bronsmatchen. Han blev även denna gång näst bäste svenska poängplockare med nio poäng på nio matcher (fyra mål, fem assist). Vid VM i Schweiz 2009 tog sig Sverige fram till semifinal, där man dock föll mot Kanada och i bronsmatchen ställdes man mot USA. Sverige vann och Mårtensson tilldelades ett VM-brons. På nio matcher stod han för ett mål och nio assist. VM i Tyskland 2010 blev Mårtenssons sista VM. Även denna gång förlorade laget i semifinal, men man vann bronsmatchen – denna gång mot Tyskland. På nio matcher noterades han för två mål och fyra assist. 

## Statistik

### Klubbkarriär
| 1996–97                  | Wings HC Arlanda         | Div. I                   | 1   | 0   | 0   | 0   | 0   | —  | —  | —  | —  | —  |
| 1997–98                  | Wings HC Arlanda         | Div. 1                   | 12  | 2   | 4   | 6   | 0   | 2  | 0  | 0  | 0  | 0  |
| 1998–99                  | Wings HC Arlanda         | Div. 1                   | 37  | 8   | 22  | 30  | 8   | 2  | 0  | 0  | 0  | 2  |
| 1999–00                  | Wings HC Arlanda         | HA                       | 44  | 21  | 28  | 49  | 15  | —  | —  | —  | —  | —  |
| 2000–01                  | Brynäs IF                | Elitserien               | 50  | 15  | 11  | 26  | 20  | 4  | 0  | 1  | 1  | 2  |
| 2001–02                  | Brynäs IF                | Elitserien               | 50  | 9   | 17  | 26  | 14  | 4  | 1  | 3  | 4  | 0  |
| 2002–03                  | Cincinnati Mighty Ducks  | AHL                      | 79  | 17  | 36  | 53  | 20  | —  | —  | —  | —  | —  |
| 2003–04                  | Cincinnati Mighty Ducks  | AHL                      | 67  | 16  | 34  | 50  | 20  | 9  | 3  | 10 | 13 | 4  |
| 2003–04                  | Mighty Ducks of Anaheim  | NHL                      | 6   | 1   | 1   | 2   | 0   | —  | —  | —  | —  | —  |
| 2004–05                  | Linköping HC             | Elitserien               | 50  | 13  | 21  | 34  | 12  | 5  | 0  | 1  | 1  | 0  |
| 2005–06                  | Linköping HC             | Elitserien               | 49  | 16  | 30  | 46  | 32  | 13 | 2  | 6  | 8  | 2  |
| 2006–07                  | Linköping HC             | Elitserien               | 55  | 18  | 36  | 54  | 20  | 15 | 2  | 9  | 11 | 16 |
| 2007–08                  | Linköping HC             | Elitserien               | 55  | 17  | 50  | 67  | 36  | 16 | 3  | 15 | 18 | 4  |
| 2008–09                  | Ak Bars Kazan            | KHL                      | 55  | 12  | 35  | 47  | 22  | 21 | 7  | 9  | 16 | 2  |
| 2009–10                  | Linköping HC             | Elitserien               | 55  | 19  | 44  | 63  | 26  | 12 | 5  | 7  | 12 | 2  |
| 2010–11                  | SKA Sankt Petersburg     | KHL                      | 54  | 10  | 23  | 33  | 28  | 11 | 0  | 3  | 3  | 4  |
| 2011–12                  | SKA Sankt Petersburg     | KHL                      | 54  | 23  | 38  | 61  | 10  | 15 | 1  | 3  | 4  | 2  |
| 2012–13                  | SKA Sankt Petersburg     | KHL                      | 52  | 20  | 23  | 43  | 20  | 15 | 7  | 10 | 17 | 8  |
| 2013–14                  | SKA Sankt Petersburg     | KHL                      | 44  | 8   | 15  | 23  | 20  | 10 | 2  | 4  | 6  | 6  |
| 2014–15                  | SKA Sankt Petersburg     | KHL                      | 56  | 12  | 20  | 32  | 20  | 22 | 4  | 6  | 10 | 29 |
| 2015–16                  | HC Lugano                | NLA                      | 42  | 11  | 24  | 35  | 22  | 15 | 8  | 6  | 14 | 4  |
| 2016–17                  | HC Lugano                | NLA                      | 47  | 13  | 20  | 33  | 18  | 7  | 0  | 0  | 0  | 2  |
| 2017–18                  | Linköping HC             | SHL                      | 48  | 2   | 11  | 13  | 14  | 6  | 0  | 2  | 2  | 4  |
| 2018–19                  | Almtuna IS               | HA                       | 52  | 21  | 31  | 52  | 26  | 10 | 3  | 14 | 17 | 2  |
| 2019–20                  | Almtuna IS               | HA                       | 51  | 10  | 32  | 42  | 30  | —  | —  | —  | —  | —  |
| Elitserien totalt        | Elitserien totalt        | Elitserien totalt        | 412 | 109 | 220 | 329 | 174 | 75 | 13 | 44 | 57 | 30 |
| KHL totalt               | KHL totalt               | KHL totalt               | 315 | 85  | 154 | 239 | 120 | 94 | 21 | 35 | 56 | 51 |
| AHL totalt               | AHL totalt               | AHL totalt               | 146 | 33  | 70  | 103 | 40  | 9  | 3  | 10 | 13 | 4  |
| Nationalliga A totalt    | Nationalliga A totalt    | Nationalliga A totalt    | 89  | 24  | 44  | 68  | 40  | 22 | 8  | 6  | 14 | 6  |
| Division 1 totalt        | Division 1 totalt        | Division 1 totalt        | 50  | 10  | 26  | 36  | 8   | 4  | 0  | 0  | 0  | 2  |
| Hockeyallsvenskan totalt | Hockeyallsvenskan totalt | Hockeyallsvenskan totalt | 147 | 52  | 91  | 143 | 71  | —  | —  | —  | —  | —  |
| NHL totalt               | NHL totalt               | NHL totalt               | 6   | 1   | 1   | 2   | 0   | —  | —  | —  | —  | —  |

### Internationellt
| År            | Lag           | Turnering     | Matcher | Mål | Assists | Poäng | Utv. |
| ------------- | ------------- | ------------- | ------- | --- | ------- | ----- | ---- |
| 1998          | Sverige       | JEM           | 6       | 3   | 1       | 4     | 4    |
| 2000          | Sverige       | JVM           | 7       | 2   | 4       | 6     | 2    |
| 2006          | Sverige       | VM            | 9       | 1   | 1       | 2     | 4    |
| 2007          | Sverige       | VM            | 9       | 4   | 7       | 11    | 8    |
| 2008          | Sverige       | VM            | 9       | 4   | 5       | 9     | 4    |
| 2009          | Sverige       | VM            | 9       | 1   | 9       | 10    | 8    |
| 2010          | Sverige       | VM            | 9       | 2   | 4       | 6     | 6    |
| Junior totalt | Junior totalt | Junior totalt | 13      | 5   | 5       | 10    | 6    |
| Senior totalt | Senior totalt | Senior totalt | 45      | 12  | 26      | 38    | 30   |